# Slag bij Hill's Plantation
De Slag bij Hill's Plantation (of de Slag bij Cotton Plant of Slag bij Cache Rive) vond plaats op 7 juli 1862 in Woodruff County, Arkansas tijdens de Amerikaanse Burgeroorlog.
Tijdens de zomer van 1862 had de Noordelijke generaal-majoor Samuel R. Curtis een tekort aan voorraden voor zijn leger. De Noordelijke marine had al een tijdje geen nieuwe voorraden geleverd. Daarom plande hij een verplaatsing naar Helena, Arkansas om zijn voorraden aan te vullen. Het Zuidelijke leger had Curtis aangevallen terwijl ze langs de White River marcheerden op weg naar Clarendon (waar nieuwe voorraden lagen te wachten). Op 7 juli 1862 vaardigde generaal-majoor Thomas C. Hindman een bevel uit aan brigadegeneraal Albert Rust om de Noordelijken te tegen te houden bij Cache River. Rust trok te traag op zodat zijn voorhoede maar contact maakte met de vijand op ongeveer 6 km ten zuiden van de rivier bij de plantage van Parley Hill in Cotton Plant, Arkansas. De Noordelijke infanterie sloeg verschillende slecht gecoördineerde aanvallen af van Zuidelijke cavalerie (Twee Texas cavalerie regimenten onder leiding van William H. Parsons), hoewel ze telkens in de minderheid waren. De Zuidelijken staakten de aanvallen toen de Noordelijken versterkingen kregen. Op 8 juli vernietigde de pas benoemde brigadegeneraal Caswallader C. Washburn twee Zuidelijke veerboten en nam verschillende Zuidelijke soldaten krijgsgevangen.
Curtis zette zijn mars naar Clarendon verder. Tot zijn frustratie waren de bevoorradingsschepen de dag ervoor vertrokken. Hij keerde terug naar Helena die hij op 12 juli bezette. De stad bleef voor de rest van de oorlog in Noordelijke handen.